# Lena Petermann
Lena Petermann (Cuxhaven, 1994. február 5. –) német női válogatott labdarúgó, a Montpellier HSC játékosa.

## Pályafutása

### Klubcsapatban
A TSV Otterndorf, a JSG OttAWa és a SV Ahlerstedt/Ottendorf korosztályos csapataiban nevelkedett. 2009 nyarán igazolt a Hamburger SV csapatához, itt szeptember 20-án mutatkozott be az élvonalban az FCR 2001 Duisburg ellen. Egy héttel később első gólját is megszerezte az SGS Essen ellen idegenben 3–2-re megnyert bajnoki mérkőzésen. November 8-án második gólját szerezte meg az 1. FC Saarbrücken otthonában. 2012 nyarán lejárt a szerződése a klubbal és nem hosszabbított. Orlandóba költözött és a Közép-Florida egyetemen tanult tovább, mellette az UCF Knights játékosa volt. Az év újoncának is megválasztották, Karoline Heinze és Sophie Howard is itt tanult ez időben.
2014 nyarán visszatért Németországba és szeptember 4-én aláírt az SC Freiburg csapatához., Szeptember 20-án debütált az FCR 2001 Duisburg ellen. október 5-én első gólját szerezte meg az FF USV Jena csapata ellen. 2018 nyarán aláírt a Turbine Potsdam klubjához. Szeptember 16-án a TSG 1899 Hoffenheim elleni mérkőzésen debütált a bajnokságban. Október 24-én a Werder Bremen ellen 4–0-ra megnyert idegenbeli bajnoki mérkőzésen szerezte meg az első gólját új klubjában. A 2018–19-es szezon során 10 bajnoki mérkőzésen 7 gólt szerzett. 2019. július 11-én a francia Montpellier csapata hivatalos honlapján jelentette be szerződtetését.

### A válogatottban
Rész vett a 2010-es és a 2011-es U17-es női labdarúgó-Európa-bajnokságon, valamint a 2010-es U17-es női labdarúgó-világbajnokságon. A Kanadában megrendezett 2014-es U20-as női labdarúgó-világbajnokságon is tagja volt a korosztályos válogatottnak. A döntőben az ő góljával nyertek az Amerikai U20-as válogatott ellen.
2015. március 6-án mutatkozott be a felnőtt válogatottban Kína ellen az Algarve-kupában, a tornán bronzérmesek lettek. A 2015-ös női labdarúgó-világbajnokságon két gólt szerzett. Thaiföld ellen duplázott a csoportkörben. Két mérkőzésen lépett pályára a 2017-es női labdarúgó-Európa-bajnokságon.

## Statisztika

### Klub
2019. április 7-i állapotnak megfelelően.
| Klub             | Szezon           | Bajnokság | Bajnokság | Kupa  | Kupa  | Nemzetközi | Nemzetközi | Egyéb | Egyéb | Összesen | Összesen |
| Klub             | Szezon           | Mérk.     | Gólok     | Mérk. | Gólok | Mérk.      | Gólok      | Mérk. | Gólok | Mérk.    | Gólok    |
| ---------------- | ---------------- | --------- | --------- | ----- | ----- | ---------- | ---------- | ----- | ----- | -------- | -------- |
| Hamburger SV     | 2009–10          | 15        | 2         | 0     | 0     | —          | —          | —     | —     | 15       | 2        |
| Hamburger SV     | 2010–11          | 14        | 3         | 1     | 0     | —          | —          | 3     | 3     | 18       | 6        |
| Hamburger SV     | 2011–12          | 2         | 0         | 0     | 0     | —          | —          | —     | —     | 2        | 0        |
| Hamburger SV     | Összesen         | 31        | 5         | 1     | 0     | 0          | 0          | 3     | 3     | 35       | 5        |
| Hamburger SV II  | 2010–11          | 1         | 0         | 0     | 0     | —          | —          | —     | —     | 1        | 0        |
| Hamburger SV II  | Összesen         | 1         | 0         | 0     | 0     | 0          | 0          | 0     | 0     | 1        | 0        |
| SC Freiburg      | 2014–15          | 19        | 5         | 4     | 2     | —          | —          | —     | —     | 23       | 6        |
| SC Freiburg      | 2015–16          | 22        | 5         | 4     | 2     | —          | —          | —     | —     | 26       | 6        |
| SC Freiburg      | 2016–17          | 14        | 5         | 3     | 1     | —          | —          | —     | —     | 17       | 6        |
| SC Freiburg      | 2017–18          | 19        | 7         | 2     | 0     | —          | —          | —     | —     | 21       | 7        |
| SC Freiburg      | Összesen         | 74        | 22        | 13    | 5     | 0          | 0          | 0     | 0     | 87       | 27       |
| Turbine Potsdam  | 2018–19          | 10        | 7         | 2     | 0     | —          | —          | —     | —     | 12       | 7        |
| Turbine Potsdam  | Összesen         | 10        | 7         | 2     | 0     | 0          | 0          | 0     | 0     | 12       | 7        |
| Karrier összesen | Karrier összesen | 116       | 34        | 16    | 5     | 0          | 0          | 3     | 3     | 135      | 42       |

### Válogatott góljai
2019. április 7-i állapotnak megfelelően.
| #  | Időpont              | Helyszín                | Ellenfél    | Gólok | Eredmény | Kiírás                                           |
| -- | -------------------- | ----------------------- | ----------- | ----- | -------- | ------------------------------------------------ |
| 1. | 2015. június 15.     | Winnipeg, Kanada        | Thaiföld    | 2–0   | 4–0      | 2015-ös női labdarúgó-világbajnokság             |
| 2. | 2015. június 15.     | Winnipeg, Kanada        | Thaiföld    | 3–0   | 4–0      | 2015-ös női labdarúgó-világbajnokság             |
| 3. | 2016. szeptember 16. | Himki, Oroszország      | Oroszország | 4–0   | 4–0      | 2017-es női labdarúgó-Európa-bajnokság selejtező |
| 4. | 2016. október 22.    | Regensburg, Németország | Ausztria    | 4–2   | 4–2      | Barátságos mérkőzés                              |
| 5. | 2018. november 10.   | Osnabrück, Németország  | Olaszország | 4–2   | 5–2      | Barátságos mérkőzés                              |

## Sikerei, díjai
- Németország U17
  - U17-es női labdarúgó-Európa-bajnokság bronzérmes: 2010, 2011
- Németország U20
  - U20-as női labdarúgó-világbajnokság: 2014
- Németország
  - Algarve-kupa bronzérmes: 2015